# L'Alcoran de Mahomet

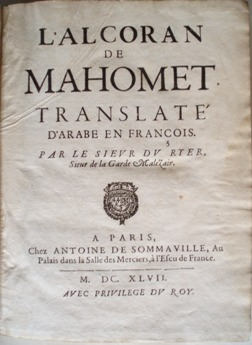
Page de titre de la première édition de L'Alcoran de Mahomet (1647).

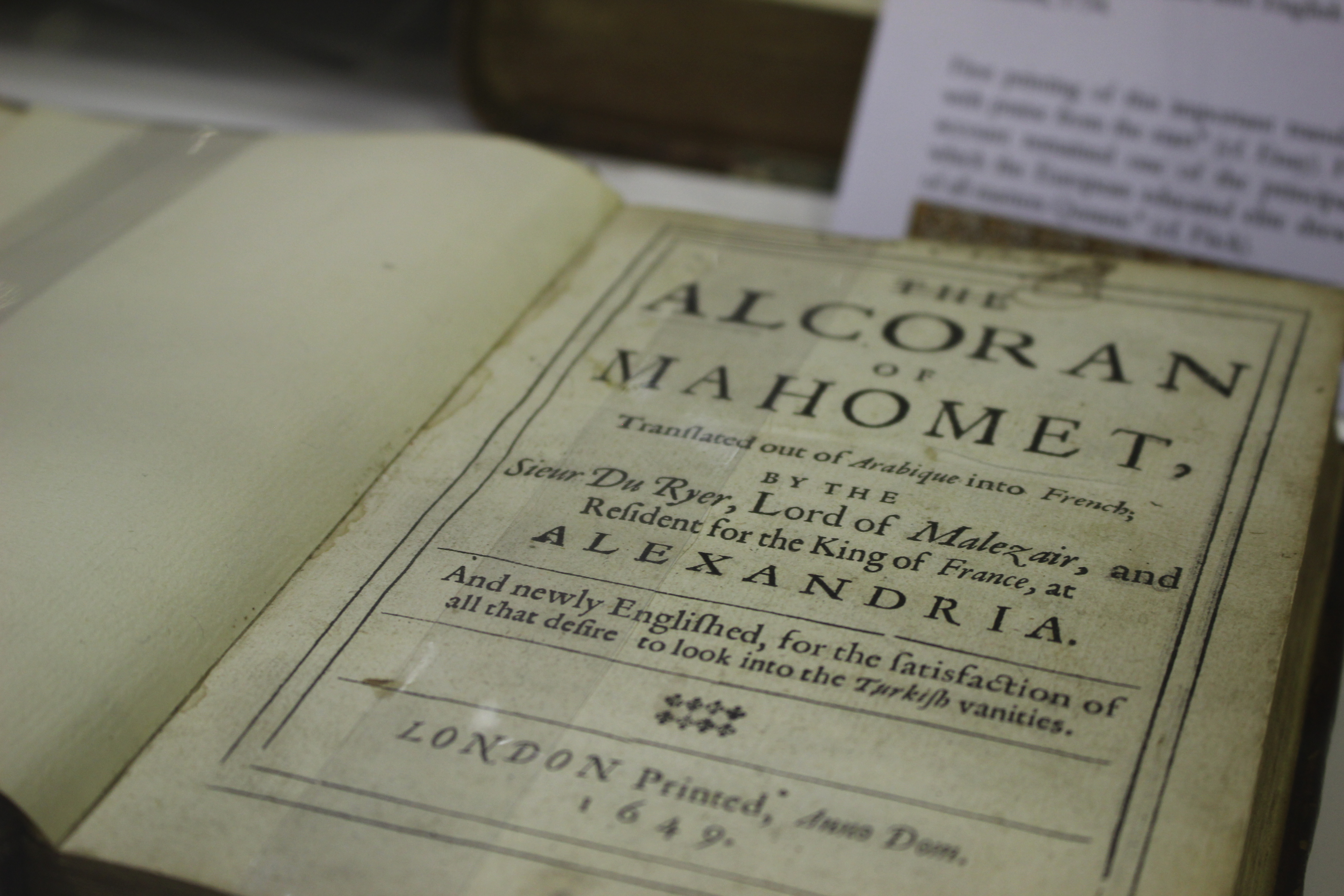
Traduction de L'Alcoran de Mahomet en anglais par Alexander Ross (1649).

L'Alcoran de Mahomet translaté d'arabe en françois est une traduction du Coran en français, réalisée par André Du Ryer, et éditée en 1647 par Antoine de Sommaville.
C'est la première traduction du Coran dans une langue vernaculaire d'Europe (c'est-à-dire en excluant le latin), et en particulier la première traduction en français. C'est également l'une des premières traductions du Coran en Occident, après les traductions latines du XIIe siècle : celle commandée par l'abbé de Cluny, Pierre le Vénérable (Lex Mahumet pseudoprophete), et celle de Marc de Tolède (en). Dès l'édition de 1647, le texte de la traduction est précédé d'une adresse « au lecteur » et d'un « sommaire de la religion des Turcs ».

## Éditions et traductions
Bien que le chancelier de France, Pierre Séguier, ait accordé son privilège à L'Alcoran de Mahomet, Vincent de Paul fait pression au Conseil de Conscience pour l'interdire ; mais cette censure n'empêche pas sa diffusion.
Réédité à de nombreuses reprises à partir de 1649 et jusqu'en 1775, L'Alcoran de Mahomet sert de bases à des traductions en anglais en 1649 par Alexander Ross (en) (quoique cette attribution à Alexander Ross soit contestée), en hollandais en 1657 par Jan Hendriksz Glazemaker (en), en allemand en 1688, et en russe en 1716.
La traduction en hollandais est rééditée en 1696 accompagnée de six gravures de Casper Luyken (en), ce qui en fait la première édition illustrée du Coran.
Néanmoins, à mesure que la connaissance de l'islam progresse en Occident, la version de Du Ryer est de plus en plus datée. Une édition en français de 1770, chez Arkstée et Merkus à Amsterdam et Leipzig, tente d'y remédier en incluant un « Discours préliminaire », traduction du Preliminary Discourse que George Sale avait placé en 1734 en tête de sa traduction en anglais du Coran,. Une édition de 1775, chez le même éditeur, ajoute un extrait des Observations sur la religion, les lois, le gouvernement et les mœurs des Turcs écrites en 1768 par James Porter, ambassadeur britannique à Istanbul. Cela n'est toutefois pas suffisant, et L'Alcoran est définitivement obsolète en 1783 quand Claude-Étienne Savary publie la deuxième traduction du Coran en français. 

Gravures de Casper Luyken ajoutées à l'édition en hollandais de 1696
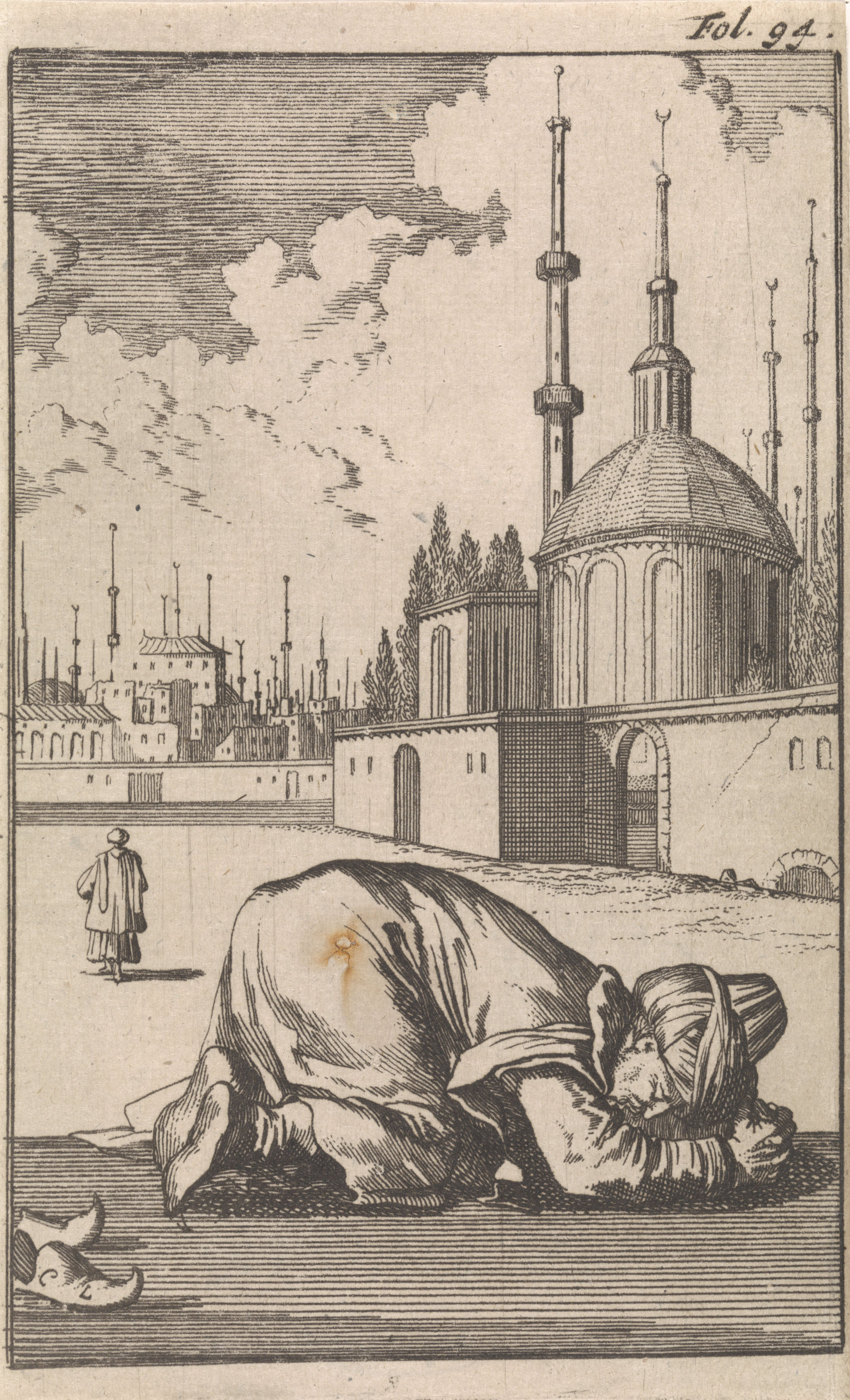
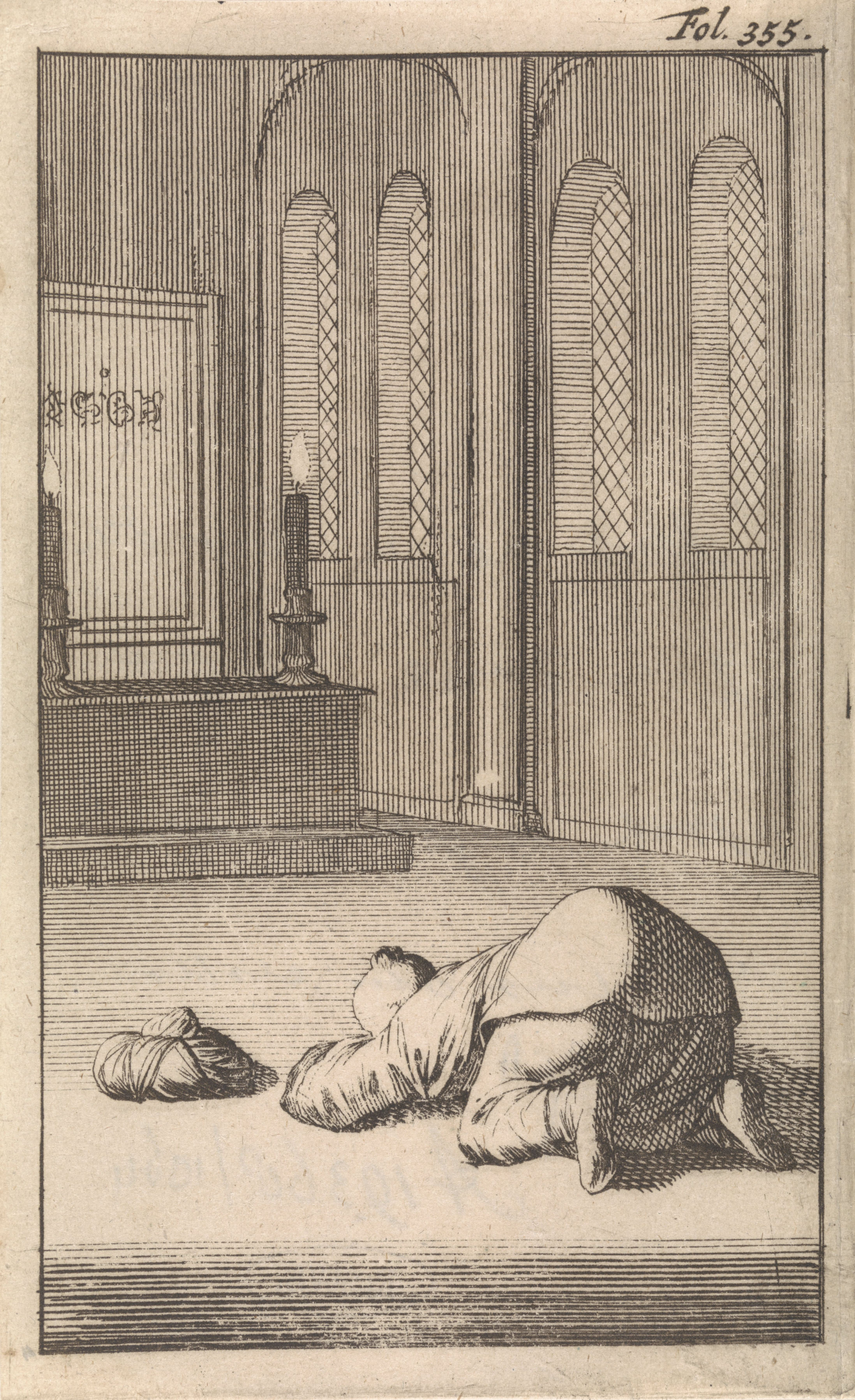
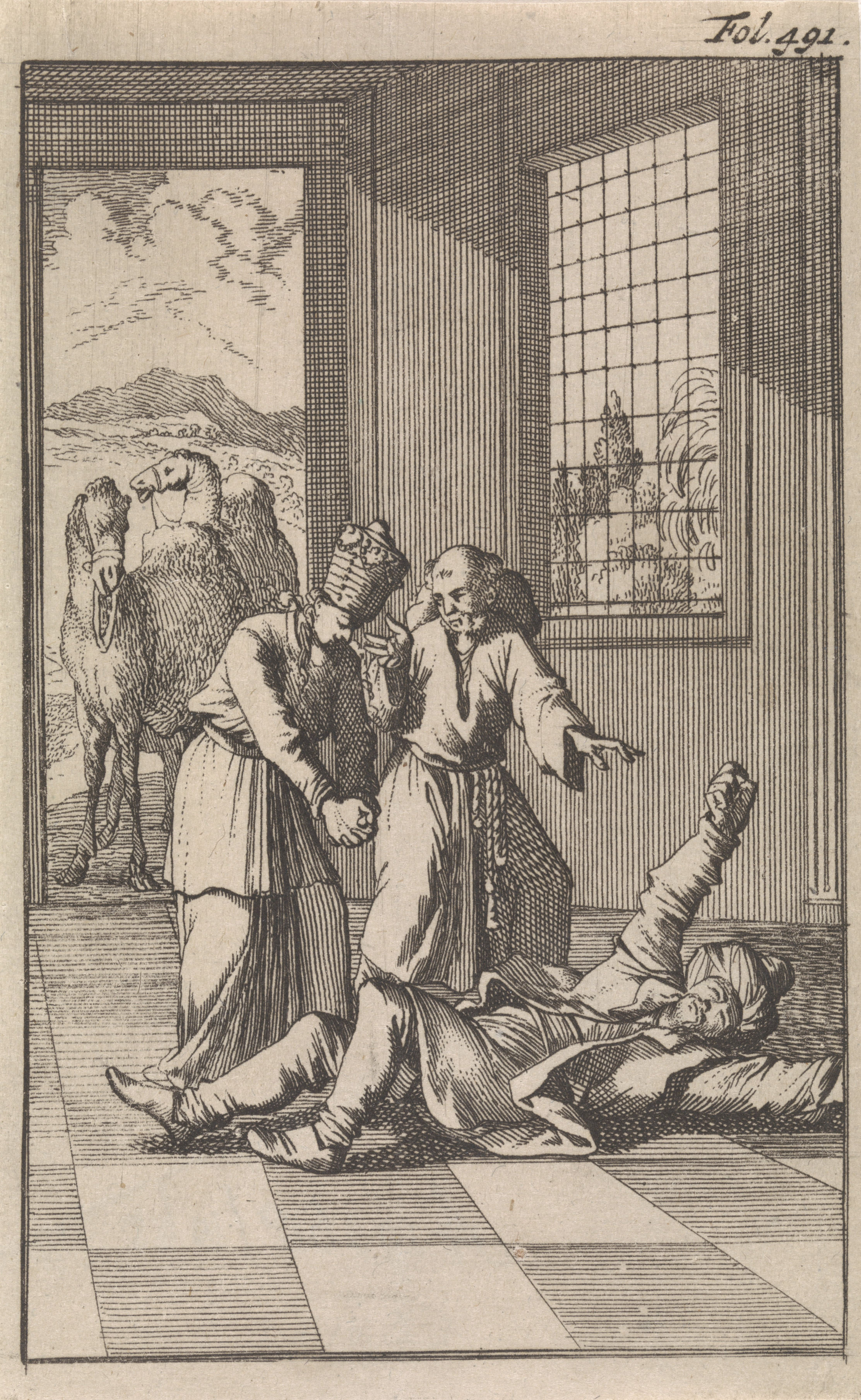
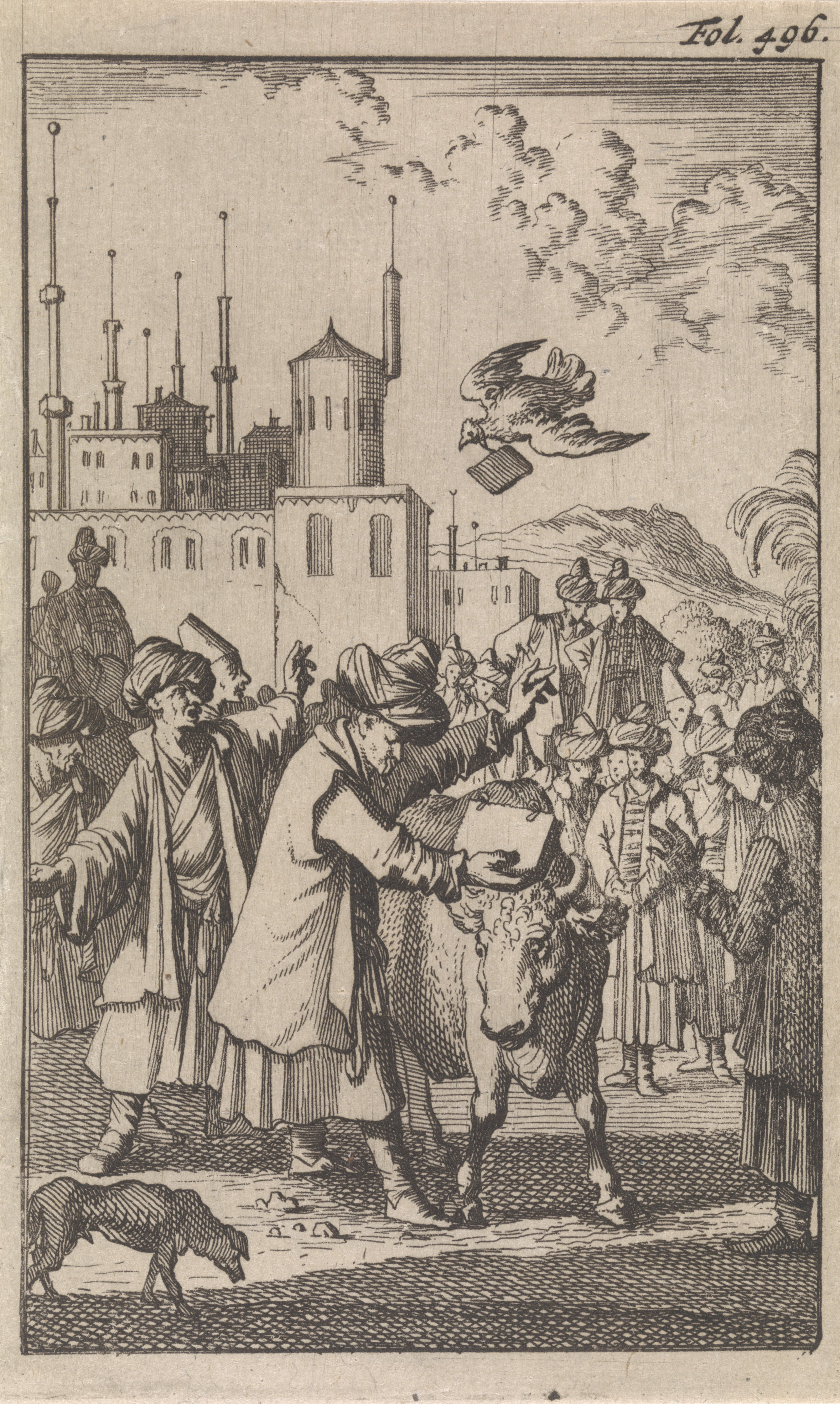
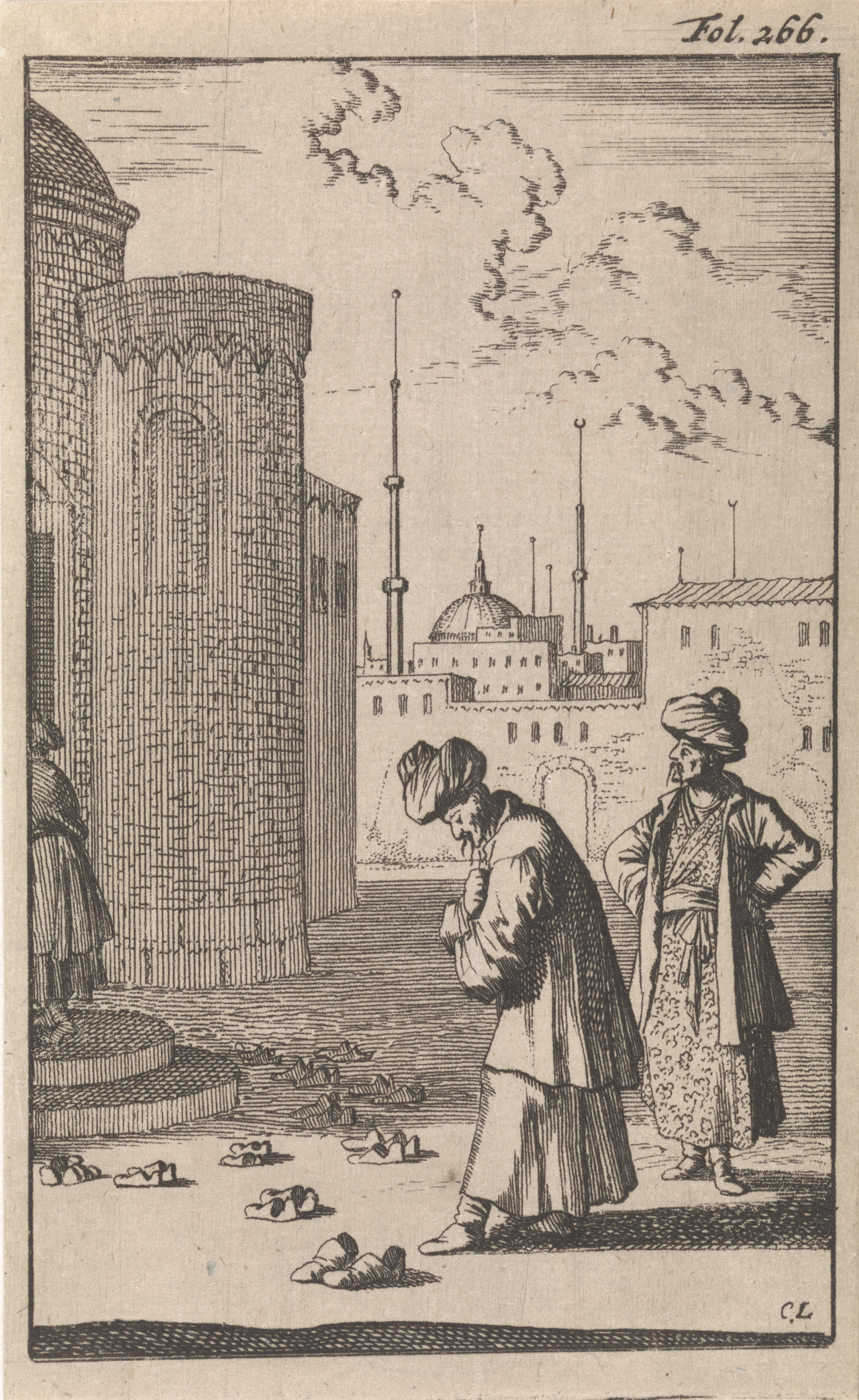
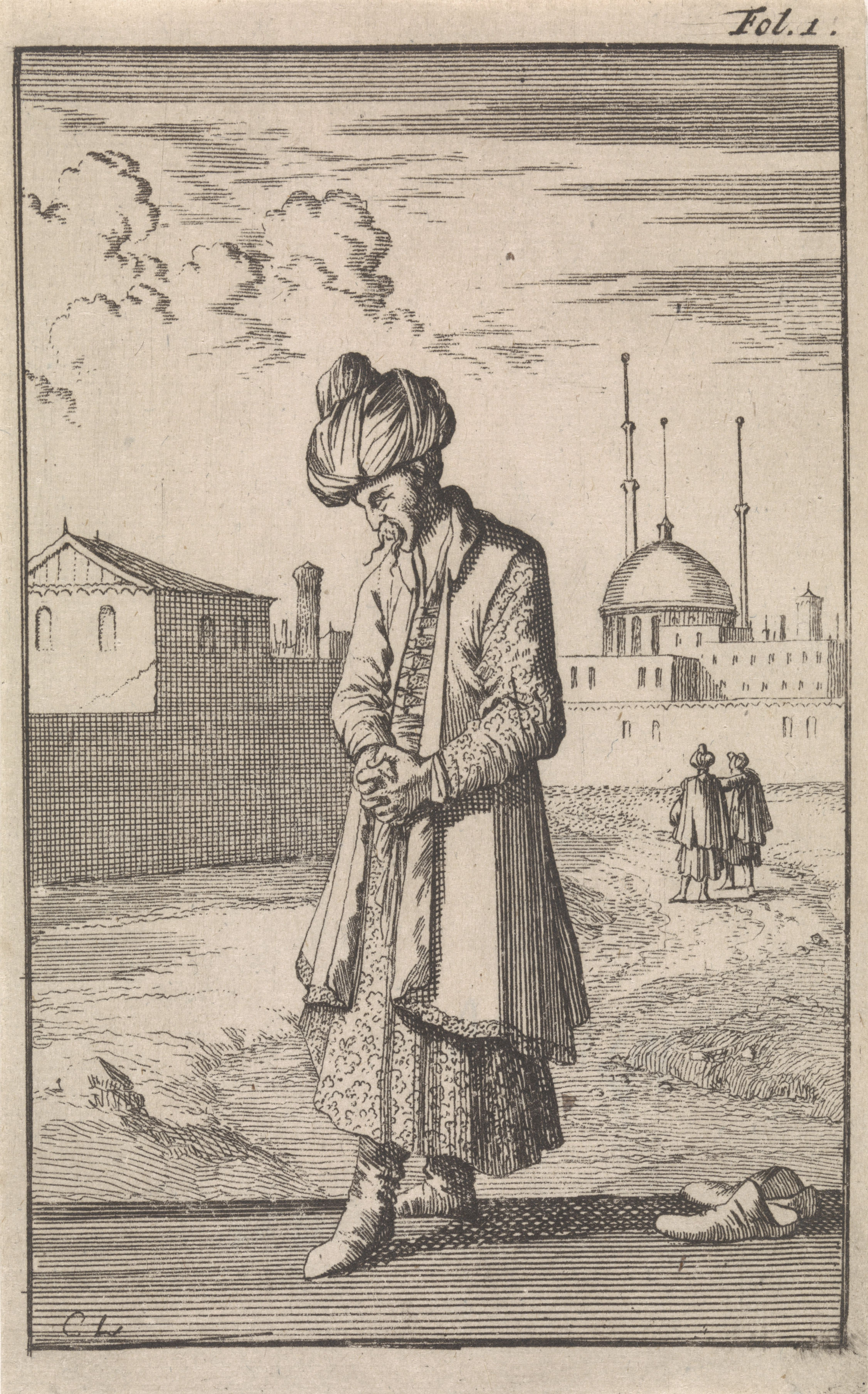

- Gravures de Casper Luyken (en) ajoutées à l'édition en hollandais de 1696

## Contenu
Probablement dans une intention littéraire, la division en sourates et versets n'apparaît pas dans L'Alcoran de Mahomet. Cependant ce découpage a été réintroduit dans sa traduction en hollandais.